# Senago Baseball Club
Il Senago Baseball Club è la squadra di baseball di Senago (Milano), militante nella Serie A federale. La società, nata nel 1973, ha giocato alcuni campionati nella Serie A2 e, dal 2010, fa parte della franchigia denominata United .
La squadra disputa le proprie partite presso il centro sportivo comunale C. Tosi, all'interno del Parco delle Groane.
Oltre a schierare la categoria Seniores (Seria A Federale), la società si presenta nei campionati junior della categorie Minibaseball, Ragazzi, Allievi.

## Storia
Dall'anno della fondazione, il 1973, il Senago Baseball ha navigato nelle serie nazionali di II livello. Riuscita a ritornare in Serie A2 sul finire degli anni 2000, nel 2010 raggiunge il sogno di poter disputare il massimo campionato dilettantistico di baseball italiano, la neonata Serie A federale.
Nello stesso anno raggiunge l'obbiettivo play-off, ma la corsa verso la finale scudetto si ferma a Reggio Emilia, (che poi si titolerà Campione d'Italia) nella fase semifinale. 
Sempre nella stagione 2010, vince la Coppa Italia di categoria, replicando l'impresa nel 2012.
Nel 2020 trova la promozione in Serie A1 battendo la Fiorentina nella serie della finale per 3-2. Nella stagione 2021 avviene comunque la riunificazione della Serie A in un unico campionato.

## Franchigia Expos United
La franchigia nata nel 2009, è così composta : 
- Senago Baseball Club: partecipa al campionato di Serie A federale con la denominazione Senago Milano United
- Baseball Novara 2000: partecipa al campionato di Serie A federale con la denominazione Elettra Energia Novara 2000
- Rajo Rho: partecipa al campionato di Serie B federale
- Milano Baseball 1946: partecipa al campionato under 21

## Cronistoria
- 2000: Serie A2 (9º posto, retrocede in Serie B)
- 2001: Serie B - Girone A (7º posto)
- 2002: Serie B - Girone A (2º posto)
- 2003: Serie B - Girone A (4º posto)
- 2004: Serie B - Girone A (5º posto)
- 2005: Serie B - Girone A (1º posto, eliminato ai play-off per l'ammissione in Serie A2)
- 2006: Serie B - Girone A (2º posto)
- 2007: Serie B - Girone A (3º posto)
- 2008: Serie B - Girone A (1º posto, promosso in serie A2)
- 2009: Serie A2 - girone A (9º posto)
- 2010: Serie A federale (eliminato ai play-off ; Vincitore Coppa Italia Seria A)
- 2011: IBL 2
- 2012: IBL 2 (Vincitore Coppa Italia)